# Bauernmuseum Mondseeland

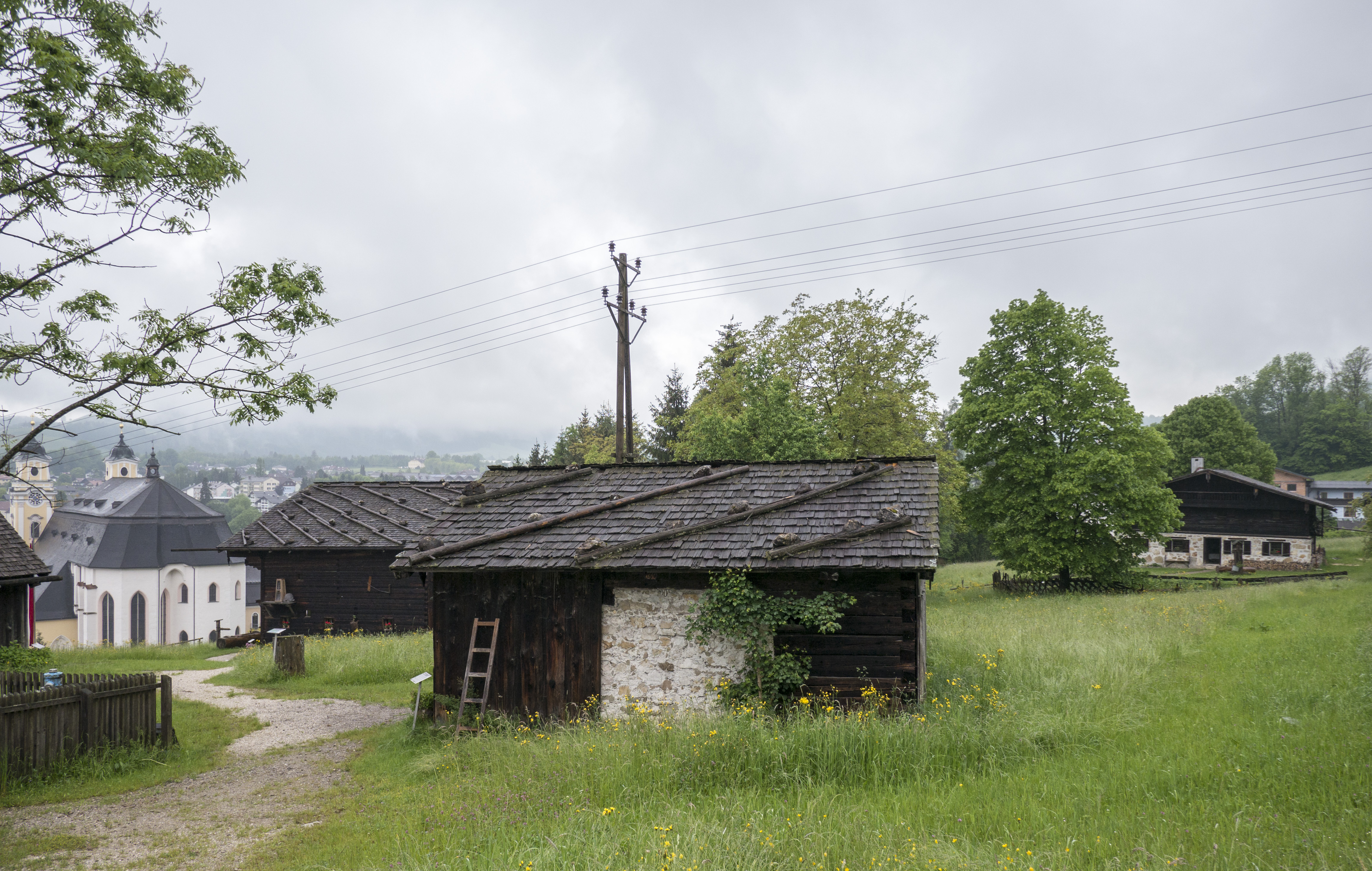
Das Gelände im Überblick. Im Vordergrund eine Dörrhütte, links davon das Rauchhaus, rechts davon das Zuhaus

Das Bauernmuseum Mondseeland und das Freilichtmuseum Mondseer Rauchhaus bilden zwei zusammengehörende Museen in Mondsee in Oberösterreich. Gezeigt werden landwirtschaftliche Arbeit, Geräte und Gebäude.
Das Bauernmuseum Mondseeland wurde in den Jahren 2007/2008 als Interpretation eines modernen landwirtschaftlichen Nebengebäudes erbaut und dient als informierendes Entree für das Freilichtmuseum Mondseer Rauchhaus mit seinen Gebäuden und dem Freigelände. Die Dauerausstellung im Erdgeschoß zeigt anhand von Originalgeräten sowie Texten, Filmmaterial und Hörstationen die landwirtschaftliche Arbeit im Mondseeland im Lauf der vier Jahreszeiten. 
Die Themenbereiche wie Ackerbau, Grünlandbewirtschaftung, Waldarbeit sind gegliedert in:
- Urgeschichte über 6000 Jahre Landwirtschaft im Mondseeland
- vorindustrielle Zeit, die wegen der Weltkriege und der Wirtschaftskrisen bis in die 1950er Jahre reicht
- den nachfolgenden raschen Strukturwandel bis in die Gegenwart.

Das Freilichtmuseum Mondseer Rauchhaus zeigt die im Mondseeland einst allgemein verbreitete Gehöftform des Rauchhauses mit den dazugehörenden Nebengebäuden. Der in Holzblockbauweise errichtete Mittertennhof vereinigte Wohnhaus, Stall und Stadel unter einem Dach und ist mit dazugehörendem Hausrat und Gerät eingerichtet. Die besondere Eigenheit dieser Hausform ist das Fehlen eines Rauchfangs. Der Rauch zieht frei durch das Dach ab und trocknet das im Obergeschoß gelagerte Getreide. Es handelt sich um den Unteren Bischofer in Innerschwand, im Jahr 1416 urkundlich ersterwähnt. Er musste 1958 abgetragen werden, als die West Autobahn gebaut wurde, und war seinerzeit eines der letzten intakten Rauchhäuser des Mondseelands – 1917 hatte es im Mondseeland noch 200 Rauchhäuser gegeben.
Zum Freigelände gehören:
- Zuhaus
- Kapelle
- Flachsdörre
- Mondseer Einbäume
- Hütte mit eingebautem Getreidekasten
- Mühle
- Rundweg mit alten Obstbaumsorten

Mit dem Fellnerhaus, als Beispiel eines umgebauten und dadurch modernisierten Rauchhauses, soll ein weiteres Exponat dazu kommen.
Betrieben wird das Bauernmuseum vom neu gegründeten Verein Bauernmuseum. Das Freilichtmuseum Mondseer Rauchhaus wird vom 1949 gegründeten Verein Heimatbund Mondsee betrieben und ist das älteste Freilichtmuseum Oberösterreichs.